# Geoffrey S. Fletcher
Geoffrey Shawn Fletcher (4 de octubre de 1970) es un guionista, director de cine y profesor de cine adjunto en la Universidad de Columbia y la Escuela de Arte Tisch de la Universidad de Nueva York. Fletcher escribió el guion de Precious: Basada en la novela "Push" de Sapphire, por el que recibió el premio Óscar al mejor guion adaptado. Al obtener este galardón se convirtió en el primer afroamericano en recibir un premio de la Academia por haber escrito un guion. En septiembre de 2010, Fletcher comenzó a rodar Violet & Daisy en la ciudad de Nueva York, película que supuso su debut como director y de la que también fue guionista.

## Filmografía
- Precious (2009) - guionista
- Violet & Daisy (2011) - director, guionista

## Premios y distinciones
Premios Óscar
| Año  | Categoría            | Película | Resultado |
| ---- | -------------------- | -------- | --------- |
| 2010 | Mejor guion adaptado | Precious | Ganador   |